# Atme
Atme (tiếng Ả Rập: اطمه, cũng đánh vần Atma, Atima, Atmeh) là một thị trấn ở phía bắc Syria, một phần hành chính của Tỉnh Idlib, nằm ở phía bắc Idlib và ngay phía đông biên giới với Thổ Nhĩ Kỳ. Nó nằm về phía đông nam của Deir Ballut, phía nam Jindires, phía tây bắc Qah và phía bắc Sarmada và al-Dana. Trong cuộc điều tra dân số năm 2004 của Cục Thống kê Trung ương Syria, nó có dân số 2.255.
The Olive Tree Camp is a refugee camp that emerged during the Syrian Civil War. Since October 2011, internally displaced Syrians who failed to cross over to Turkey started settling between the olive trees. According to the Maram Foundation, more than 28,000 people live in this camp.
Một cây 150 tuổi ở Atme đã bị các thành viên của Nhà nước Hồi giáo Iraq và Levant chặt hạ vào tháng 11/2013. Họ buộc tội người dân địa phương tôn kính cây thay vì Chúa. Gần đây, thị trấn nằm dưới sự kiểm soát của Quân đội Syria Tự do do Thổ Nhĩ Kỳ hậu thuẫn.